# Aldebert van Uzès

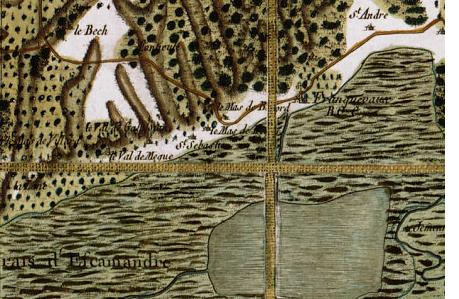
Abdij van Franquevaux, rechter bovenste kwadrant op de kaart

Aldebert of Adalbert van Uzès ( - 1180) was bisschop van Nîmes van 1141 tot 1180, in het graafschap Toulouse. 

## Levensloop
Aldebert was een zoon van Raimond Decan I, heer van Uzès en Posquieres, en was een kleinzoon van Elzear I, de eerste heer van Uzès. Drie broers van Aldebert werden bisschop: Raimond, bisschop van Uzès (1150-1179), Pierre, bisschop van Lodeve en Raimond, bisschop van Viviers. Aldebert werd bisschop circa het jaar 1141. Aldebert trok naar Rome, naar paus Innocentius II, voor de bisschopswijding (1141). Met Aldebert op de bisschopstroon in Nîmes had de heer van Uzès dus vier zonen op bisschopstronen in het graafschap Toulouse.
De paus schonk aan Aldebert zeggenschap over de abdij van Cendras en van Saint-Sauveur de la Fontaine in Nîmes zelf. Aldebert erkende de stichting van een abdij in zijn bisdom: deze van Franquevaux, destijds Franca-Vallis genoemd. De abdij stond aan de rand van het moeras van Scamandre. Er bestond al voor de tijd van Alderbert een gemeenschap van kluizenaars op deze plek. De gegoede familie Pons-Guillaume schonk de financiële middelen voor een cisterciënzerabdij. Aldeberts naam is vermeld op de schenkingsakte. Andere edelen uit het bisdom schonken vervolgens ook aan de abdij. Bisschop Aldebert regelde zo de schenking van Bernard de Marissargues voor de abdijhoeve, genaamd Piscatoriis.